# Апициевский корпус
Апициевский корпус — единственная сохранившаяся древнеримская кулинарная книга. Составлена в IV или начале V в. на позднем латинском наречии, близком к народной латыни. С античности приписывается (ошибочно) легендарному гурману I в. Марку Габию Апицию, отсюда и название.
В корпус входят два кулинарных сборника — «Десять книг Апиция о поварском деле» (Apici decem libri de re coquinaria) с 468 рецептами и «Выдержки из Апиция» (Apici excerpta a Vinidario). Второй из них был составлен готом Винидарием и сохранился в единственной рукописи эпохи Каролингов. Под «десятью книгами» понимаются разделы следующего содержания:

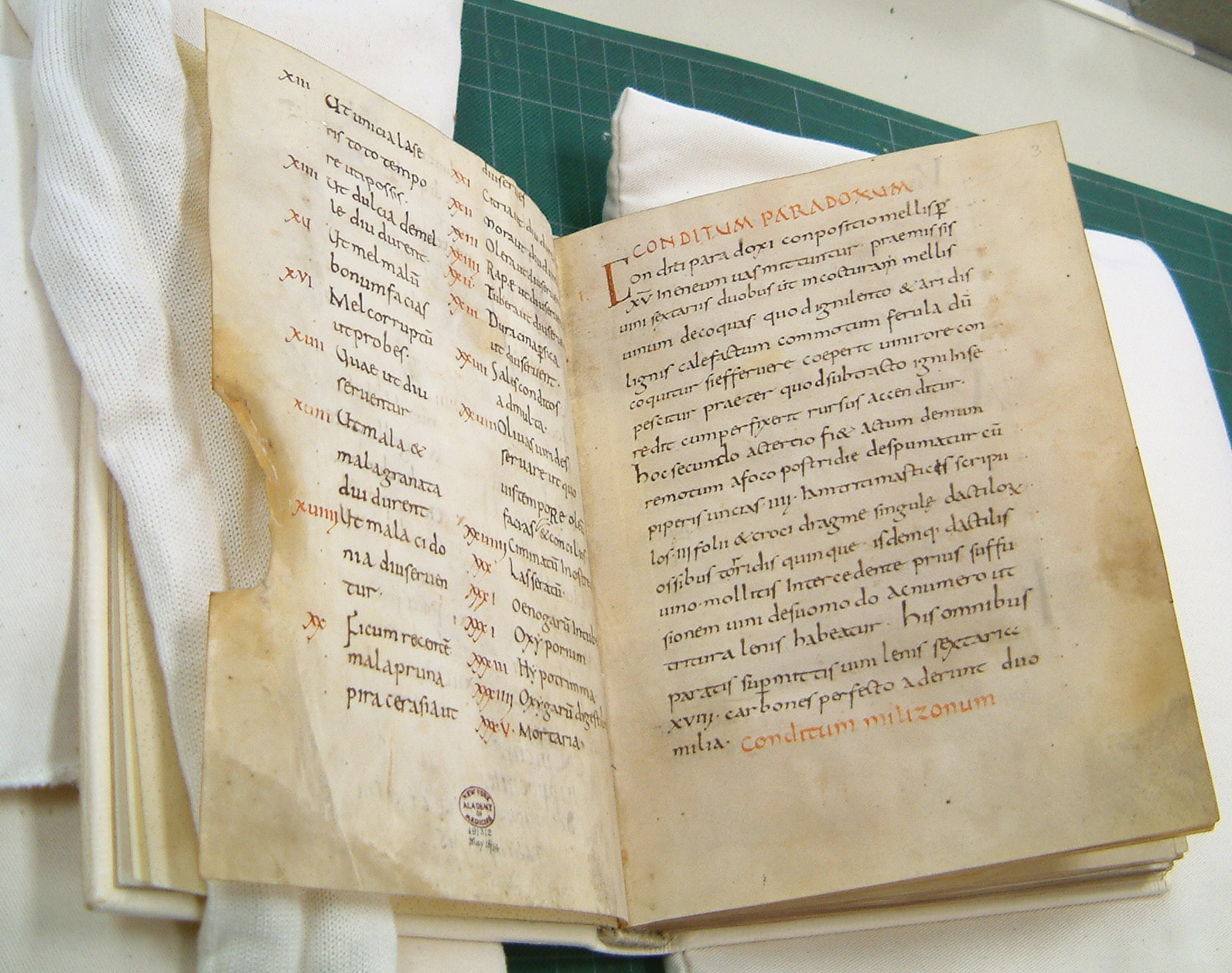
Рукопись De re culinaria (IX—X вв.), происходящая из Фульдского аббатства

- I книга Epimeles («заботливый» о запасах и заготовках);
- II книга Sarcoptes («мясоруб» о блюдах из измельчённого мяса);
- III книга Cepuros («садовник» об овощах и фруктах);
- IV книга Pandecter («всеохватывающий» о разнообразных сложных блюдах);
- V книга Ospreon («бобовый» о бобовых и зерновых блюдах);
- VI книга Tropetes («птичник» о блюдах из дикой, домашней птицы);
- VII книга Polyteles («дорогостоящий» о деликатесах);
- VIII книга Tetrapus («четвероногий» о блюдах из диких, домашних зверей);
- IX книга Thalassa («море» о блюдах из даров моря);
- X книга Alieus («рыбак» о рыбных блюдах).

Шесть книгопечатных изданий Апиция, выпущенных в 1-й половине XVI в., указывают на востребованность его рецептов в эпоху Возрождения. Первое издание вышло в Милане в 1498 году, второе — в Венеции два года спустя. В первых публикациях в качестве автора книги был указан некто Целий. Переводы на итальянский и французский появились только во 2-й половине XIX в., на английский — и того позже. 
До появления археологии сочинения, приписываемые Апицию, служили основным источником сведений историков о кухне Древнего Рима. Согласно современным представлениям, рецепты Апиция представляют кухню самых зажиточных граждан Рима, которым были доступны такие экзотические ингредиенты, как, например, мясо попугая. 
В качестве примера изысканного апициевского блюда обычно приводят рагу из языков фламинго. Другим примером может служить суп со спаржей из хвостов неродившихся поросят, извлечённых из утробы матери. Жареного поросенка фаршировали густой смесью из меда и вина, присыпанной толчёным перцем и тмином.

## Стандартный источник текста
- В серии «Collection Budé»: Apicius. L’Art culinaire. Texte établi, traduit et annoté par J. André. 2e tirage 2002. XXXII, 353 p. ISBN 978-2-251-01006-9.